# Macarena (Vorname)
Macarena ist ein weiblicher Vorname, der vorwiegend im spanischen Sprachraum vergeben wird. Das Wort geht auf den arabischen Namen eines Stadttors von Sevilla zurück.

## Herkunft
Der Vorname Macarena leitet sich von dem Marienbildnis La Macarena aus Sevilla her, dem wichtigsten Gnadenbild der Stadt, in dem die Schmerzhafte Muttergottes unter der Anrufung als Nuestra Señora de la Esperanza („Unsere Liebe Frau der Hoffnung“) verehrt wird. Das aus dem 17. Jahrhundert stammende Gnadenbild soll von der Barockbildhauerin Luisa Roldán geschaffen worden sein, genannt „La Roldana“, der Tochter des sevillanischen Bildhauers Pedro Roldán, und befindet sich seit den 1940er Jahren in der eigens dazu errichteten neobarocken Basilika der Macarena im Norden des gleichnamigen Sevillaner Stadtviertels Macarena. Der Name der Marienstatue leitet sich von ihrem ursprünglichen Aufbewahrungsort im Stadtviertel San Gil in der Nähe des Stadttors Arco de la Macarena ab, nach dem sich die dortige Karfreitagsbruderschaft Hermandad de la Macarena nannte und nach dem auch das heutige Macarena-Viertel benannt ist. Das Stadttor hieß im mittelalterlichen al-Andalus auf Arabisch Bab-al-Makrin, woraus sich der spanische Name bildete; woher dieser Name ursprünglich stammt (manche vermuten einen römischen Hausbesitzer namens Macarius, andere nehmen sogar einen tartessischen Ursprung des Namens an), ist unsicher. Das Marienbild wird während der Semana Santa in Sevilla jedes Jahr in der Nacht zum Karfreitag stundenlang durch die Straßen der Stadt getragen und ist für viele Sevillaner das zentrale Symbol ihrer Identität.

## Namensträgerinnen
- Macarena Santelices (* 1977), chilenische Politikerin
- Macarena Olona Choclán (* 1979), spanische Politikerin
- Macarena Reyes (* 1984), chilenische Leichtathletin
- Macarena Simari Birkner (* 1984), argentinische Skirennläuferin
- Macarena Aguilar (* 1985), spanische Handballspielerin
- Macarena García (* 1988), spanische Schauspielerin und Sängerin
- Macarena Cabrillana (* 1992), chilenische Rollstuhltennisspielerin
- Macarena Piccinini (* 1993), argentinische Handballspielerin
- Macarena Borie (* 1994), chilenische Leichtathletin
- Macarena Pérez (* 1996), chilenische BMX-Rennfahrerin